# Морис дьо Сакс
Морис дьо Сакс (на френски: Maurice de Saxe) е един от най-великите френски военачалници, прославил се с победите си през Войната за австрийското наследство. Германец по рождение, той постъпва на служба при Луи ХV през 1720 г. и получава чин маршал през 1744 г.

## Произход и личен живот
Морис дьо Сакс е роден на 28 октомври 1696 г. в град Гослар с името Херман Мориц (Hermann Moritz). Той е незаконен син на саксонския курфюрст Фридрих Август І и на неговата метреса Мария Аврора фон Кьонигсмарк. Още като младеж Херман получава титлата граф на Саксония. В това време баща му урежда брак с Йохана Виктория фон Льобен, който се осъществява, когато Херман е на 18 години. Въпреки че от него се раждат две деца (момче и момиче) бракът не довежда до близост, не е щастлив и по-късно е анулиран. Херман Мориц не се жени повече.
В същото време той е мъж, който прави впечатление и привлича жените. През живота си има връзки с някои от известните дами на своето време, но най-интересен е романсът му с Анна Ивановна, бъдещата руска императрица. Двамата се срещат в Митау през 1726 г. и принцесата се влюбва до такава степен, че му предлага титлата херцог на Курландия. Нарастващото влияние на германеца не се нрави нито на руснаците, нито на поляците и те принуждават Ана да прекрати връзката. Аферата завършва с изгонването на Херман Мориц от Германия и окончателното му установяване във Франция.

## Военна кариера
Херман Мориц е предопределен за войник. Още 13-годишен той постъпва, по нареждане на баща му, в армията на Евгений Савойски, която воюва с французите в Нидерландия. Участва в кървавата битка при Малплаке с такъв кураж, че Евгений го забелязва и му предсказва блестящо военно бъдеще. През 1720 г. Фридрих Август купува за сина си правото да командва френски полк и така започва неговата кариера в армията на Франция. Наричан вече Морис дьо Сакс, той започва да прилага методи на обучение и тактически маневри, които знае от принц Евгений и които привличат интереса но висшето командване. Първите военни действия, в които участва за новата си родина, са през 1734 г., по време на Войната за полското наследство, под командването на маршал Бервик. В същата година друг маршал – Ноай – го издига до чин генерал-лейтенант.
Морис дьо Сакс получава първото самостоятелно командване на армия през Войната за австрийското наследство – през 1743 г. в Дюнкерк. Това е армията, подготвена да действа в Англия, заедно с Младия претендент на Стюартите: Чарлс Едуард. Тя не влиза в бой, защото силни бури попречват на флота да осъществи десант. На 26 март 1744 г. Морис дьо Сакс е издигнат в чин Маршал на Франция и с голяма армия навлиза в Нидерландия. Работата му е да прикрива обсадните действия на другата армия, командвана от краля. Принуден да отдели част от силите си за нуждите на други командири, той остава с ограничени възможности срещу многократно по-силен противник (английски, холандски, австрийски и хановерски части, наречени Прагматическа армия). В невъзможност да настъпва, той заема толкова силни позиции при Куртре, че до битка така и не се стига.
През пролетта на 1745 г. той обсажда Турне (днес в Белгия), с което предизвиква контрадействия на англичаните. 50 000-хилядна армия на херцог Къмбърленд (син на крал Джордж ІІ) напредва, за да попречи на обсадата. Като оставя 18 000 край града, Морис ги посреща с равностойни сили. Сблъсъкът се състои на 11 май при Фонтеноа и започва с масиран удар на англичаните срещу френския център. След час упорит бой сред французите настъпва паника. Маршалът, толкова болен от воднянка, че се придвижва на носилка, проявява невиждана воля. Скача на крака, възсяда коня и вдъхновява с появата си своите войници. Англичаните са отблъснати и в един момент се оказват на силно уязвими позиции за френската артилерия. С опустошителен огън оръдията покосяват редиците им и Къмбърленд е принуден да отстъпи. Това се оказва най-славната победа на Морис дьо Сакс, обвита с още повече мистика заради героичното му поведение. До края на годината под френска власт падат Турне, Гент и Брюксел, а след това – Антверпен, Монс и Намюр. През 1746 г. той побеждава и Карл Лотарингски при Року, близо до Лиеж.
От този момент влиянието на маршал Сакс толкова нараства, че той се оказва действителен ръководител на френското участие във войната. На 10 януари 1747 г. Луи ХV го назначава за маршал-генерал – чест оказвана преди това само на Тюрен и Вилар. На 2 юли французите спечелват нова победа – при Лауфелд, пред големия град Маастрихт. Това не води веднага до падането на града, но обезкуражава съюзниците и трасира пътя към мирния договор в Екс-ла-Шапел (Аахен). Така Морис дьо Сакс завършва кариерата си без нито едно поражение и често е оценяван като най-великият военачалник на своето време.
След края на войната Морис дьо Сакс се оттегля в замъка си в Шамбор и умира на 20 ноември 1750 г., според някои слухове – при дуел.